# يوسف أبو الخير
الأنبا يوسف أبو الخير (ولد في 23 سبتمبر 1943 في كوم غريب، مصر) كان مطران سوهاج للأقباط الكاثوليك منذ 2003 إلى أن تقاعد في 2019.

## حياته
ولد كرمي أبو الخير في قرية كوم غريب بمركز طما بمحافظة سوهاج بمصر. درس بالمعهد الإكليريكى بطهطا في 14 سبتمبر 1956، ثم انتقل لإكليريكية الأقباط الكاثوليك بالمعادي في 1959 حيث درس الفلسفة و علم النفس، و تخرج من كلية الآداب بجامعة القاهرة عام 1968. اُبتعث في تلك السنة لكلية انتشار الإيمان بروما لدراسة اللاهوت و انتهى من دراسته في 1972.
رُسم كاهنًا في 17 سبتمبر 1972، و من ثم عُين كاهنًا مساعدًا لرعية الأقباط الكاثوليك بالأقصر، ثم عُين في فبراير 1976 راعيًا لرعية جراجوس، و في أكتوبر من العام نفسه عُين مسؤولًا عن المعهد المتوسط بطهطا. و في أغسطس 1980 عُين راعيًا لرعية جرجا. و انتخب لأسقفية سوهاج في 5 أغسطس 2003 و رُسم أسقفًا عليها في 13 نوفمبر من نفس العام بكاتدرائية يسوع الملك بطهطا بوضع يد البطريرك إسطفانوس الثاني غطاس و الأساقفة أنطونيوس نجيب، و إبراهيم إسحاق سدراك، و مرقس حكيم، و يوحنا قلته، و أندراوس سلامة، و كيرلس كمال وليم سمعان، و يوحنا عزت زكريا بدير، و مكاريوس توفيق، و أنطونيوس عزيز مينا.
و قد شارك المطران يوسف أبو الخير في رسامة الأساقفة بطرس فهيم في 2006، و عمانوئيل بشاي في 2016، و باسيليوس فوزي الضبع في 2018، و هاني باخوم و دانيال لطفي في 2019، و بشارة جودة في 2020، و توما حليم في 2021.
بقي مطرانًا على سوهاج إلى أن تقاعد في 14 يونيو 2019.